# Pogórze Łużyckie
Pogórze Łużyckie (czes. Šluknovská pahorkatina, niem. Lausitzer Bergland) – niskie pasmo górskie w Pogórzu Zachodniosudeckim, w łańcuchu Sudetów. Leży na zachód od Obniżenia Żytawsko-Zgorzeleckiego (Kotliny Żytawskiej), na pograniczu czesko-niemieckim. Na południowym wschodzie pasmo przechodzi w Góry Łużyckie.

## Podział terytorialny

### Czeska część
Po czeskiej stronie góry położone są w worku szluknowskim, zajmując jego większą część (z wyjątkiem południowych i południowo-zachodnich krańców). Najwyższym wzniesieniem Pogórza Łużyckiego jest Hrazený o wysokości 609 m n.p.m. Inne ważne szczyty to: Plešný (593 m n.p.m.), Vlčí hora (581 m n.p.m.), Tanečnice (597 m n.p.m.), Špičák (544 m n.p.m.), Dymník (515 m n.p.m.), Vlčice (512 m n.p.m.), Buková hora (512 m n.p.m.) – najdalej na północ wysunięty punkt Czech, Jitrovník (509 m n.p.m.), Ječný vrch (502 m n.p.m.) oraz Šibeniční vrch (386 m n.p.m.).

### Niemiecka część
Po stronie niemieckiej Pogórze Łużyckie sięga do Budziszyna. Niektóre szczyty mają oficjalne łużyckie nazwy, jak Czorneboh i Bieleboh. Najwyższym szczytem po stronie niemieckiej jest Valtenberg (587 m n.p.m.).

## Hydrologia
Przez grzbiet Pogórza Łużyckiego przebiega dział wodny oddzielający zlewisko Morza Bałtyckiego i Północnego. Pasmo leży na granicy dorzeczy Nysy Łużyckiej (zlewisko Morza Bałtyckiego) oraz Łaby i Sprewy (zlewisko Morza Północnego).

## Geologia
Są to jedne z najstarszych gór Europy Środkowo-Wschodniej, powstałe 570–510 mln lat temu. Zbudowane są z granitu (tzw. łużyckiego) tworzącego masyw krystaliczny oraz z młodszych skał magmowych. Górotwór zbudowany jest z 4 rodzajów skał: granitu rumburskiego, granitu bartnickiego, granodiorytu i tzw. granodiorytu dwułyszczykowego. Skały granitowe poprzecinane są żyłami lamprofiru. Z młodszych skał magmowych (głównie trzeciorzędowego bazaltu) zbudowane są najwyższe wzniesienia gór.

## Galeria

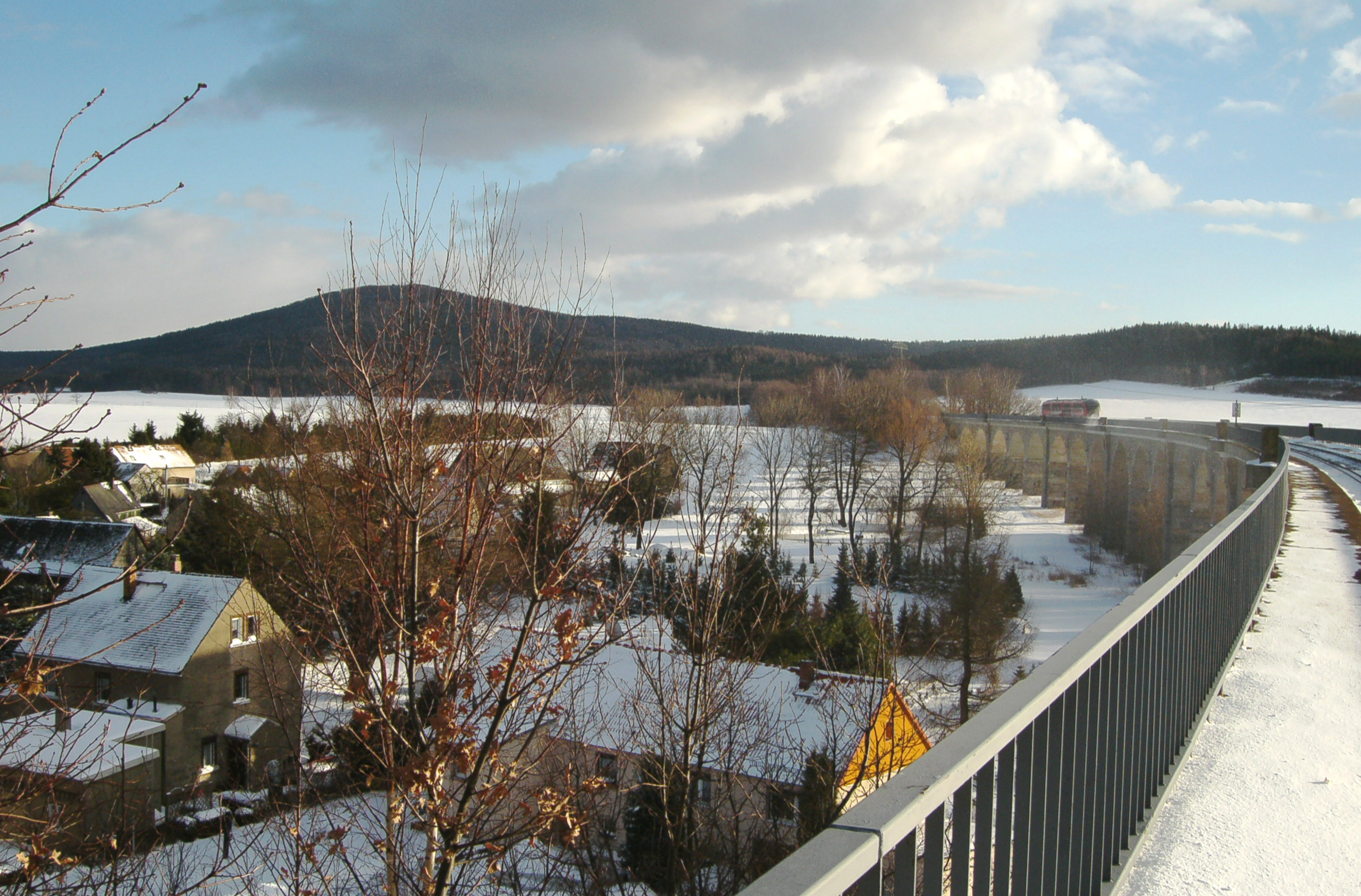
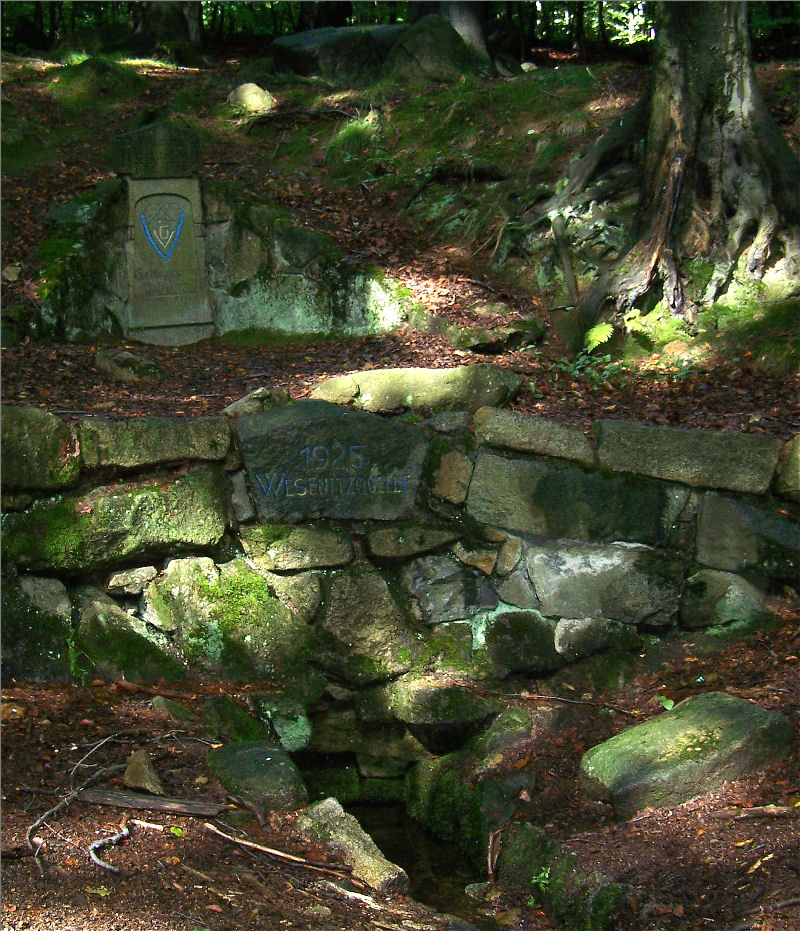
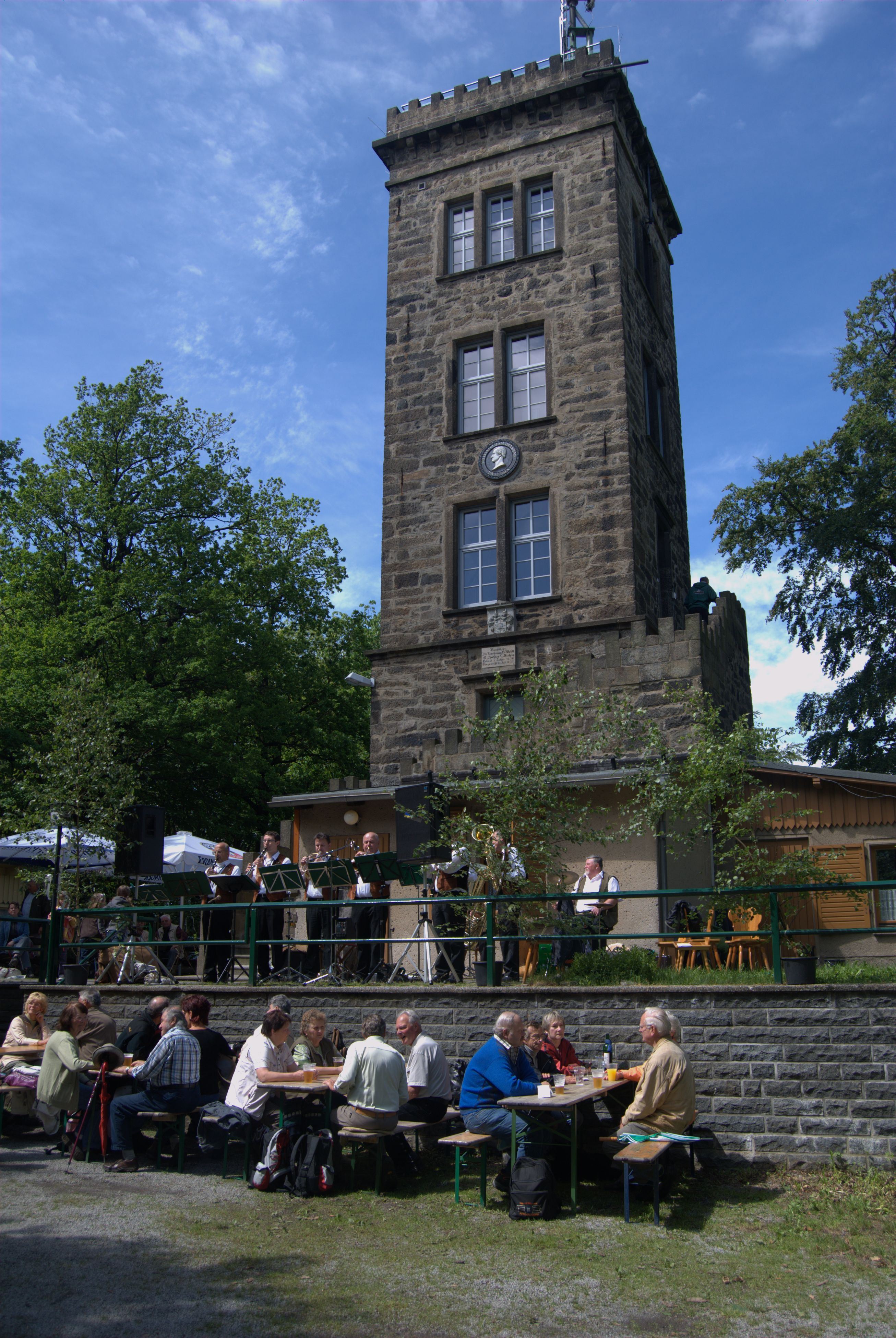
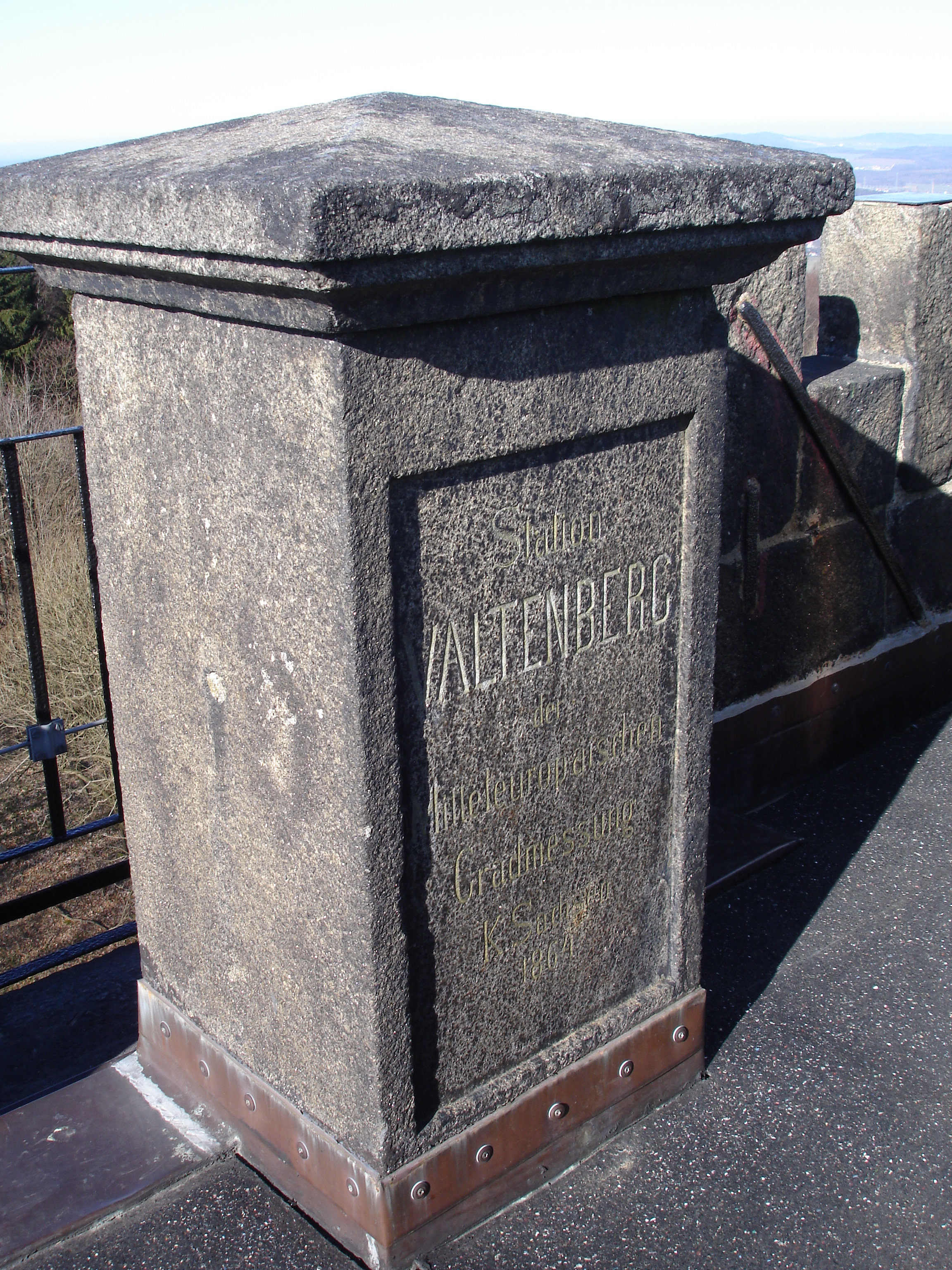
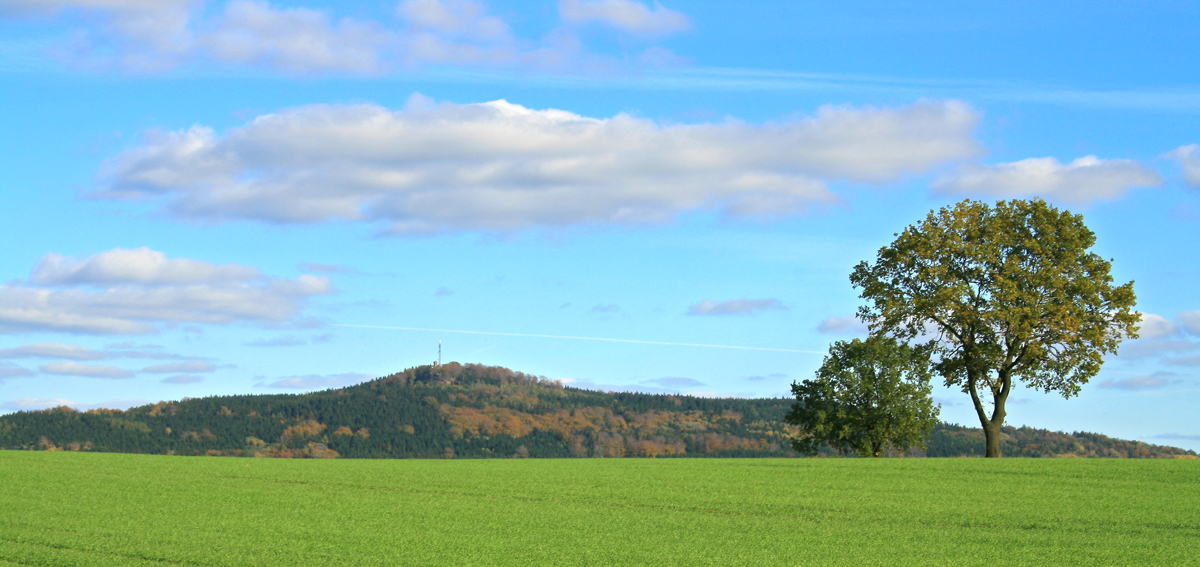
Sudety, (3) = Pogórze Łużyckie